# Вилис MB / Форд GPW
„Вилис МБ“ (енгл. Willys MB) или „Форд ГПВ“ (енгл. Ford GPW), познатији као џип, чије је званично име било „Камион 1/4 тонски, 4х4“ (енгл. Truck, 1/4 ton, 4x4) је лако теренско возило армије САД, произвођено између 1941 и 1945.
Овај мали теренски аутомобил је својом свестраношћу, поузданошћу и једноставношћу стекао култни статус током Другог светског рата. Огромна популарност ратног „џипа“ је довела до каснијег развоја цивилног модела „ЦЈ“, (скраћеница од енгл. Civilian Jeep) и инспирисала настанак читавог низа теренских возила са погоном на сва четири точка.
Само име „џип“ је у већини језика света постало синоним за теренско возило.
У време свог настанка „џип“ је по функционалности и једноставности био апсолутно без премца. Једино војно возило које се донекле могло поредити с њим је био немачки штабни „Фолксваген кибелваген“ сличан по концепцији, али са ваздушно хлађеним мотором и погоном само на задњим точковима.

## Историјат
Иако је Армија Сједињених Држава током Првог светског рата у великој мери користила механизацију а до почетка Другог светског рата се већ увелико служила теренским возилима са погоном на сва четири точка, Министарство одбране САД је и даље трагало за адекватним лаким теренским извиђачким возилом.
Како су крајем тридесетих година прошлог века тензије расле широм света, Војска САД је затражила од произвођача аутомобила сугестије у циљу замене дотадашњих, углавном застарелих, лаких превозних средстава, углавном мотоцикала са приколицама, али и старих „фордова те“.
Ово је довело до израде више прототипова представљених војним званичницима, као што су „Фордов“ „Мармон – Херингтон 4x4“ (енгл. Marmon-Herrington) израђен 1937, и „Америкен Бантамов“ (енгл. American Bantam) „остин роудстер“ (енгл. Austin Roadster) израђен 1938.
Ипак, званични услови војске нису изнети све до 11. јула 1940, када је сто тридесет пет америчких произвођача аутомобила добило захтев да приложе пројекат који одговара војној спецификацији за возило описано као „... вишенаменско персонално или теретно возило, посебно прикладно за извиђачку или штабну примену, са ознаком Камион 1/4 тонски, 4х4.“
Само два произвођача су одговорила на овај захтев: „Америкен Бантам“ и „Вилис - Оверленд“. (енгл. Willys-Overland). Војска је задала наизглед немогућ рок од четрдесет девет дана за предају функционалног прототипа. Управа „Вилиса“ је тражила одлагање, али је захтев одбијен.
Фирма „Америкен Бантам”, америчка филијала енглеског „Остина“, која је била пред банкротом, није имала на платном списку више ниједног инжењера, па је понудила посао Карлу Пробсту (енгл. Karl Probst), талентованом самосталном конструктору из Детроита. Након што је одбио „Америкен Бантамов“ захтев, Пробст се одазвао позиву војске и прихватио посао, првобитно без плате, 17. јула 1940.
Пробст је за само два дана израдио комплетан пројекат за „Бантамов“ модел, који је добио радну ознаку БРЦ или „Бантамов извиђачки аутомобил“ (енгл. Bantam Reconnaissance Car), посветивши се након тога анализи трошкова производње. „Бантамова“ понуда је предата заједно са пројектима 22. јуна. Највећи део возила је било могуће склопити од делова постојећих аутомобила, а делове посебне погонске групе је требало да испоручи „Спајсер“. Прототип, назван „Бантам Бр. 1“ (енгл. The Bantam no.1) или „блиц баги“ (енгл. Blitz Buggy) је израђен ручно у Батлеру у Пенсилванији, и превезен 21. септембра у Форт Холаберд у Мериленду, ради тестирања. Возило је задовољило све критеријуме које је војска навела, осим захтева везаних за обртни моменат мотора и тежине.
Како „Бантам“ није поседао ни производне капацитете ни финансијску стабилност за испоруку возила у количинама које су биле потребне војсци, „Форд“ и „Вилис“ су охрабрени да направе своје прототипове за тестирања. Требало је да носилац уговора за нови извиђачки аутомобил буде одређен испитивањем возила. Тестирања „Бантамовог“ прототипа су обављена од 27. септембра до 16. октобра, а техничком особљу „Форда“ и „Вилиса“ присутном у Холаберду је омогућено да проуче учинак возила на тестовима.
Поред тога, у циљу што бржег почетка производње, Министарство одбране је проследило „Бантамове“ планове „Форду“ и „Вилису“ тврдећи да је пројекат државно власништво. Управа „Бантама“ услед своје веома лоше финансијске ситуације није довела овај потез у питање.
До новембра 1940, и „Форд“ и „Вилис“ су приложили прототипове који је требало да се такмиче против „Бантамовог“ на војним тестовима. Пилот модели, „вилис квод“ (енгл. Willys Quad) и „форд пигми“ (енгл. Ford Pygmy) су између себе били веома слични и ушли у трку са „Бантамовим“ унапређеним моделом који је означен као БРЦ 60.
У том тренутку, САД и њихове оружане снаге су већ биле под толиким притиском да су сва три аутомобила проглашена прихватљивим и од сваке од три фирме је поручено по 1.500 комада за теренска испитивања. Војска је истовремено признала да је првобитно ограничење тежине било нереално, па је оно повећано на 980 килограма.
Свако од споменутих возила је пре ових почетка производње пробне серије доживело одређене ревизије и добило ново име. „Бантам“ је постао BRC 40, а фирма је обуставила производњу моторних возила након што је последњи примерак произведен у децембру 1941. Након смањења тежине возила за око 110 килограма, „Вилис“ је променио ознаку у MA, што је скраћено од „војни модел А“ (енгл. Military model A). „Фордов“ модел је ушао у производњу као GP, где је G ознака за државну набавку (енгл. Government), а P је била уобичајена „Фордова“ ознака за путнички аутомобил међуосовинског растојања 80 инча, односно 203,2 сантиметра.
До јула 1941, Министарство одбране се определило за стандардизацију, па је одлучило да одабере једног добављача који ће испоручити 16.000 возила. Уговор је поверен „Вилису“, највише због снажнијег мотора „Гоу Девил“ (енгл. Go Devil) који су војници неумерено хвалили као и због повољније производене цене и ниже силуете. Поједина конструктивна решења „Бантамовог“ и „Фордовог“ модела која су била квалитетнија у односу на „Вилисов“ су примењена на њему, па је и ознака „А“ промењена у „B“. Тако је настала ознака „MB“. Најочигледнији је био равни и широки поклопац мотора, усвојен са „Форда ГП“.
До октобра 1941. постало је очигледно да „Вилис Оверленд“ није у стању да држи корак са захтевима производње, па је она поверена и „Форду“. „Фордовом“ моделу је додељена ознака „GPW“, где је „W“ означавало „Вилисов“ заштићени модел. Током Другог светског рата „Вилис“ је произвео 363.000 џипова а „Форд“ око 280.000. Приближно 51.000 комада је извезено у СССР на основу Закона о зајму и најму.
Још око 13.000 амфибијских џипова је произведено у „Форду“ под именом „Форд ГПА“. Овај модел је носио надимак „сип“, што је скраћеница од „морски џип“ (енгл. Sea Jeep). Возило је било сувише тешко, сувише гломазно и сувише споро на копну, а недовољног газа у води. Упркос успешном учешћу у инвазији на Сицилију у јулу 1943, већина модела ГПА је послата у СССР. Совјетима је био толико користан за форсирање источноевропских река, да су купили од „Форда“ лиценцу за производњу, која је почела још пре краја рата. ГПА је у Совјетском Савезу произвођен под називом „ГАЗ 011“, а на основу њега је после рата развијена унапређена верзија под именом „ГАЗ 46“.

## Маска
Првих 25.000 комада „џипова“ произведених у „Вилису“, имали су маску израђивану заваривањем од челичних профила. Препознатљива маска од пресованог лима са девет вертикалних прореза је осмишљена у „Форду“. Ова маска је била лакша, за њену израду је било потребно мање материјала, била је једноставнија за производњу и мање је коштала. Поред многих других конструктивних иновација које су настале у „Форду“ и ова је усвојена у „Вилису“ и примењена на стандардном „џипу“ од априла 1942.
Да би могли да заштите дизајн, у „Вилису“ су на послератним моделима израђивали маске са седам прореза, како би се разликовале од оригиналних „Фордових“ са девет. Кроз читав низ спајања и преузимања, власник робне марке „Џип“ и заштићеног дизајна маске је од 1987. корпорација „Крајслер“.

## Порекло израза „џип“
Настанак имена никада није разјашњен и о њему постоји више подједнако вероватних теорија.
Једна од верзија каже да је ово био општи назив за све неиспитне прототипове који су испитивани у војсци. Име „џип“ су користили војни механичари за све неиспитане машине или возила у која нису имали поверења.  У прилог овој теорији иде и чињеница да је током Другог светског рата овај назив коришћен и за транспортни авион Кертис Рајт АТ 9 (енгл. Curtiss-Wright AT-9)
Друга вероватна теорија везана за популаризацију имена „џип“ је да је у време настанка и ране примене модел оставио снажан утисак на војнике, па је неформално назван по „Јуџину Џипу“, лику из тада изузетно популарног цртаног филма о Попају, цртача Е. Ц. Сегара. Јуџин је био Попајев „љубимац из џунгле“. Био је ситан, могао је да се креће између димензија и да изазива наизглед невероватне проблеме.
Трећа теорија везује настанак имена за „Фордову“ верзију возила која је носила ознаку ГП, на енглеском „џи – пи“. „Форд“ је након Другог светског рата водио судски спор око права на име, али га је изгубио.
Оно што се поуздано зна, је када је име први пут употребљено у медијима. Почетом 1941, један од произвођача „џипа“, компанија „Вилис-Оверленд“ је организовала конференцију за штампу у Вашингтону на којој су демонстриране његове теренске способности вожњом уз степенице Капитола. Ирвинг „Ред“ Хаусман пробни возач „Вилисовог“ тима за развој који је пратио возило на тестовима је пре тога у Кемп Холаберду чуо војнике како га називају „џип“. Споменуту демонстрацију је одржао пред групом званичника и новинара међу којима је била Кетрин Хилиер, извештач „Вашингтон дејли њуза“. Када га је упитала за име возила, Хаусман га је такође назвао „џип“. Чланак Кетрин Хилиер је објављен 20. фебруара 1941, са фотографијом возила које се пење степеницама Капитола и коментаром у коме се нашао израз „џип“. Сматра се да је ово највероватнији разлог за настанак опште прихваћеног имена. Иако Хаусман лично није смислио реч „џип“, најодговорнији за његову прву примену у масовним медијима.

## Производња
| Модел                         | Година    | Број произведених комада                   |
| ----------------------------- | --------- | ------------------------------------------ |
| Бантам пилот                  | 1940      | 1                                          |
| Бантам модел II / БРЦ-60      | 1940      | 70                                         |
| Форд Пигми                    | 1940      | 1                                          |
| Форд Бад                      | 1940      | 1                                          |
| Вилис Квод                    | 1940      | 2                                          |
| Бантам БРЦ-40                 | 1941      | 2.605                                      |
| Форд ГП                       | 1941      | 4.456                                      |
| Вилис МА                      | 1941      | 1.553                                      |
| Вилис МБ                      | 1942-1945 | 361.339 (335.531 + 25.808 шасија)          |
| Форд ГПВ                      | 1942-1945 | 277,896                                    |
| Укупно у Другом светском рату | 1940-1945 | 647,925                                    |
| ОСТАЛИ                        |           |                                            |
| Форд ГПА 'Сип'                | 1942-1943 | 12.778                                     |
| После рата                    |           |                                            |
| Вилис М38 (МЦ)                | 1950-1952 | 61.423                                     |
| Вилис М38А1 (МД)              | 1952-1957 | 101.488                                    |
| Вилис М606 (ЦЈ-3Б)            | 1953-1968 | ? (произведен један део од 155,494 комада) |
| Вилис М170                    | 1954-1964 | 6.500                                      |

## Карактеристике
Иако је концепцијски био прилагођен јефтиној масовној производњи, „Џип“ је био издржљиво и квалитетно возило. Производна цена је расла током трајања рата, а војска је први уговор са „Вилисом“ потписала на износ од 648,74 долара по комаду, док је први уговор са „Фордом“ потписан на 782,59 долара по комаду.
Био је једноставан за руковање и одржавање, а по теренским способностима није имао премца у својој категорији. У свим климатским условима, прашума Бурме, острва Пацифика па до крајњег севера Европе, војници свих армија - и савезничких и непријатељских - су га ценили због поузданости и издржљивости. Служио је као лако извиђачко возило, платформа за тешки митраљез M2 калибра .50, као санитетски аутомобил за извлачење рањеника, камионет за дотур хране и муниције. Равни поклопац мотора је често служио за држање топографских, али и карата за играње, а по потреби је био и трпезаријски или операциони сто.
„Џип“ је обиловао једноставним, до тада нигде примењеним, али веома корисним решењима. Када би се подигао поклопац мотора, било је могуће ослободити фарове и окренути их за 180 степени., тако да осветљавају моторни простор, у случају да је потребно извршити поправку по мраку. Ветробран се обарао унапред, што је омогућавало несметано ватрено дејство из возила у покрету, истовремено смањујући могућност да возач и посада буду повређени разбијеним стаклом. Поред тога, посебан носач који се монтирао на предњи део возила, омогућавао је превоз двојице рањеника на носилима. Постојао је и читав низ приколица разних произвођача, носивости до 1/4 тоне, од којих су најпознатије „Америкен Бантамова“ „Т3“ и „Вилис Оверлендова“ „МБТ“
Као ни већина других америчких војних возила из тог времене, ни „Џип“ није имао контакт-браву, па је уместо кључем паљен прекидачем и притиском на папучицу која се налазила поред папучице гаса. Ово је имало очигледних предности у критичним ситуацијама, али је имало и својих недостатака, па се често иза линије ратишта могао видети „Џип“ везан ланцем за дрво, бандеру или ограду.